# Jin Kangdi
Kangdi (康帝) est un empereur de Chine de la dynastie Jin de l'Est né en 322 et mort le 17 novembre 344. Il règne de 342 à sa mort.

## Biographie
Sima Yue est le deuxième fils de l'empereur Mingdi et de son épouse Yu Wenjun (en). À la mort de son père, en 326, son frère aîné Sima Yan lui succède sur le trône.
En 342, l'empereur se laisse convaincre de nommer son frère cadet héritier au détriment de ses deux jeunes fils, Sima Pi et Sima Yi. C'est donc Sima Yue qui lui succède à sa mort, la même année. Il ne règne que deux années avant de succomber à une maladie. Son jeune fils Sima Dan lui succède.